# Crim de Conca
El Crim de Conca foren una sèrie d'errors judicials i policials amb tortura i penes de presó per als acusats, esdevingut a la província de Conca (Albalate de las Nogueras), i que foren duts al cinema per Pilar Miró.

## Els fets
Va ocórrer entre les localitats de Tresjuncos i Osa de la Vega, a la província de Conca, Castella-la Manxa, el 1910. José María Grimaldos López, un jove pastor de 28 anys de malnom El Cepo, (pel que sembla per la seva baixa alçària i pobre enteniment) que treballava a la finca de Francisco Antonio Ruiz, és objecte de contínues burles per part de León Sanchez, majoral de la finca i el guarda Gregorio Valero.
El 20 d'agost de 1910, José María ven unes ovelles de la seva propietat i desapareix. Posteriorment es va esbrinar que va anar a prendre uns banys a la Celadilla a 4 quilòmetres d'El Pedernoso. Després de diverses setmanes des de la seva desaparició, comencen a córrer rumors pels voltants del poble de Tresjuncos sobre el possible assassinat de José per a robar-li els diners que havia obtingut per la venda de les ovelles. Al tenir coneixement els familiars de les burles que José María rebia, ja que ell mateix les comentava contínuament quan estava a casa, aquests decideixen presentar denúncia de la desaparició al jutjat de Belmonte (Conca), acusant León i Gregorio de ser els presumptes assassins del suposat crim, raó per la qual aquests són capturats per a ser presentats a judici. En el mes de setembre de 1911 la causa és sobreseguda, després d'interrogar als detinguts, el sumari és instruït i per falta de proves el jutge posa als acusats en llibertat.

## Nova acusació i empresonament
Transcorren un parell d'anys i en 1913 i per insistència dels familiars de Grimaldos es reobre el cas. La família de José María torna a denunciar coincidint amb l'arribada del nou jutge de Belmonte (Conca), Emilio Isasa Echenique. Novament es deté als mateixos sospitosos i s'inicia així un procés de calvari per a aquests. La policia comença a torturar i maltractar als detinguts a fi d'aconseguir les confessions dels inculpats de la mort de José María com responsables del crim i aconseguir també saber què havien fet amb el cadàver del desaparegut. Així transcorre fins que l'11 de novembre de 1913 i per ordre del jutge de Belmonte, el jutge d'Osa de la Vega aixeca acta de defunció fent constar que, José María Grimaldos López, natural de Tresjuncos, va morir el 21 d'agost de 1910 a les 8.30 o les 9.00 de la nit a conseqüència d'haver estat assassinat per Gregorio Valero i León Sánchez. L'acta recull l'anotació marginal: No ha pogut ser identificat el cadàver per no haver estat trobat.
En 1918 després de dur 4 anys i mig empresonats, comença el judici contra els inculpats amb un sumari plagat de contradiccions i diligències sense esclarir, el judici acaba condemnant als acusats a 18 anys de presó per sentència de l'Audiència Provincial. El tribunal que va condemnar als acusats tot just va deliberar durant trenta minuts, i els dotze membres que componien el jurat els va considerar culpables de la mort de José María. La labor de la defensa va consistir a limitar-se a evitar la pena capital, el garrot vil encara vigent aleshores. Gregorio va complir condemna al Penal de San Miguel de los Reyes a València, mentre que León la va complir a la Presó de Cartagena.

## Indult
El 4 de juliol de 1925 i a conseqüència de dos decrets d'indult, surten de la presó recuperant la llibertat després d'haver complert 12 anys i dos mesos de condemna.

## Aparició de José María Grimaldos
El 8 de febrer de 1926 el capellà de Tresjuncos rep correu del capellà del municipi de Mira que li envia una carta en la qual sol·licita la partida de bateig de José María Grimaldos a fi de celebrar el seu matrimoni. El capellà de Tresjuncos, sense sortir de la seva estupor davant semblant notícia, decideix no respondre al rector de Mira. Mentrestant passa el temps i José María Grimaldos, impacient perquè la seva partida de naixement no arriba, decideix marxar cap a Tresjuncos i es presenta sense més al poble. La gent del poble en veure a José María no donà crèdit i tot el poble i els seus voltants es va commoure davant la notícia, llavors, el jutge de Belmonte intervé i ordena detenir José María Grimaldos.
En les hores següents, la notícia arriba a la premsa i a l'opinió pública i arriba a enorme transcendència. Després de la indiscutible identificació de Grimaldos, el Ministre de Gràcia i Justícia ordena la revisió de la causa i mana al fiscal del Tribunal Suprem interposar recurs de revisió contra la sentència de l'audiència de Conca. En aquesta ordre s'anota que, "hi ha fonaments suficients per a estimar que la confessió dels reus Valero i Sánchez, base essencial de les seves condemnes, va ser arrencada mitjançant violència contínua inusitada". La sentència publicada pel Tribunal Suprem d'Espanya, declara nul·la la resolució dictada a Cuenca el 1918 establint així la innocència de Sánchez i Valero, al mateix temps, establix la nul·litat en l'acta de defunció de José María Grimaldos, i determina, les indemnitzacions corresponents que l'Estat ha d'abonar als presos en aquests casos. Sánchez i Valero van acabar els seus dies a Madrid, lluny del seu poble i de les gents que els havien condemnat, aquí se'ls va oferir un treball de guarda jurat al servei de l'Ajuntament.

## El crim en la literatura i cinema
Sobre aquests fets autèntics, l'escriptor Ramón J. Sender, escriví la novel·la El lugar de un hombre (1939) i la realitzadora Pilar Miró realitza una pel·lícula en 1979 titulada El crimen de Cuenca amb guió de Salvador Maldonado qui també narra els fets en un llibre publicat amb el mateix títol per l'editorial Argos Vergara. La pel·lícula és un fort al·legat contra la tortura i se sobreentén que el crim al que es refereix el títol, és el comès per la Guàrdia Civil en torturar als sospitosos.